# دوروثيا سوزان من سيمرن
دوروثيا سوزان من سيمرن (بالألمانية: Dorothea Susanne von der Pfalz)‏ (سيمرن؛ 15 نوفمبر 1544 - 8 أبريل 1592؛ فايمار)؛ كانت أميرة بالاتينات الانتخابية بالميلاد، ومن خلال الزواج دوقة ساكس فايمار.
دوروثيا سوزان هي ابنة فريدرش الثالث، ناخب بالاتينات وماري من براندنبورغ-كولمباخ، بزواجها في 15 يونيو 1560 في هايدلبرغ من يوهان فيلهلم أصبحت دوقة ساكس فايمار، هي أخت الصغرى لـ إليزابيث من سيمرن الذي تزوجت مسبقاً من شقيق زوجها الأكبر يوهان فريدرش الثاني دوق ساكسونيا.
عاش الزوجين معظم حياتهم في فايمار، وبعد وفاته في 1573 أصبح أغسطس، ناخب ساكسونيا الوصي على أولادهما، هدفت سياسته على أبعاد أولاد عن أمهم، بحيث عاشت في مسكن جديد خارج فايمار.
توفيت دوروثيا سوزان في 1592 ودفنت في كنيسة القديس بطرس وبولس في فايمار.

## الذرية
أنجبت دوروثيا سوزان له خمسة أبناء:-
1. فريدرش فيلهلم الأول، دوق ساكس-فايمار (25 أبريل 1562 - 7 يوليو 1602)؛ خلفه.
2. سيبيل ماري (7 نوفمبر 1563 - 20 فبراير 1569).
3. ابن ميت (9 أكتوبر 1564).
4. يوهان الثاني ساكس فايمار-ينا (22 مايو 1570 - 18 يوليو 1505).
5. ماري (7 أكتوبر 1571 - 7 أكتوبر 1610)؛ راهبة.